# Полянська сільська рада (Новоград-Волинський район)
Полянська сільська рада (Полянківська сільська рада) — колишня адміністративно-територіальна одиниця та орган місцевого самоврядування у Баранівському і Новоград-Волинському районах Волинської округи, Київської та Житомирської областей Української РСР з адміністративним центром у селі Полянки.

## Населені пункти
Сільській раді на час ліквідації були підпорядковані населені пункти:
- с. Полянки.

## Населення
Кількість населення ради, станом на 1923 рік, становила 1 293 особи, кількість дворів — 277.
У 1926 році чисельність населення сільської ради становила 1 404 особи.
Кількість населення ради, станом на 1931 рік, становила 1 556 осіб.

## Історія та адміністративний устрій
Створена 1923 року в складі сіл Голишівка, Полянки та Холодова Гребля Баранівської волості Новоград-Волинського повіту Волинської губернії. 7 березня 1923 року включена до складу новоутвореного Баранівського району Житомирської (згодом — Волинська) округи. На 1929 рік у підпорядкуванні значилися хутори Аннівка та Шабатів. 23 серпня 1934 року, відповідно до постанови Президії ВУЦВК «Про ліквідацію Бубнівської сільської ради Баранівського району», до складу ради включено колонію Ново-Щаслива ліквідованої Бубнівської сільської ради Баранівського району. Станом на 1 жовтня 1941 року села Голишівка, Холодова Гребля, кол. Ново-Щаслива та хутори Аннівка і Шабатів не перебували на обліку населених пунктів.
Станом на 1 вересня 1946 року сільська рада входила до складу Баранівського району Житомирської області, на обліку в раді перебували с. Полянки та х. Заводський.
1 грудня 1952 року, відповідно до указу Президії Верховної ради Української РСР «Про ліквідацію Підкозарківської с-р Баранівського р-н Житомирської області», до складу ради передано села Бубни, Будисько, Лучиста та Підкозарківка ліквідованої Підкозарківської сільської ради Баранівського району. 29 червня 1960 року, відповідно до рішення Житомирського облвиконкому № 683 «Про об'єднання деяких населених пунктів в районах області», у зв'язку з фактичним злиттям населених пунктів, х. Заводський об'єднано із с. Полянки. 29 вересня 1960 року, відповідно до рішення Житомирського облвиконкому № 985 «Про вилучення з обліку населених пунктів в районах області», с. Підкозарківка зняте з обліку. 30 грудня 1962 року, відповідно до указу Президії Верховної ради Української РСР «Про укрупнення сільських районів Української РСР», сільську раду включено до складу Новоград-Волинського району. 7 січня 1963 року, відповідно до рішення Житомирського ОВК № 2 «Про зміну адміністративної підпорядкованості окремих сільських рад і населених пунктів», села Бубни, Будисько та Лучиста передані до складу Вільшанської сільської ради Дзержинського району.
Ліквідована 17 серпня 1964 року, відповідно до рішення Житомирського облвиконкому «Про зміни в адміністративно-територіальному поділі Бердичівського, Дзержинського і Новоград-Волинського районів», територію ради та с. Полянки приєднано до складу Зарічанської сільської ради Новоград-Волинського району Житомирської області.